# Saint-epvre (gâteau)
Pour les articles homonymes, voir Epvre.
Le saint-epvre (prononciation : saint-èvre) est une pâtisserie lorraine, un gâteau rond, garni d'une crème au beurre. Il est présenté saupoudré de sucre glace, entouré d'un ruban rouge ou bleu.

## Historique
Le gâteau a été créé par Anatole François Lhuillier, un pâtissier installé place Saint-Epvre à Nancy en 1882. Certaines sources contemporaines indiquent que cette invention résulterait d'une erreur : voulant faire des macarons, le pâtissier  se trompe dans sa préparation et obtient une meringue aux amandes. Il aurait alors ajouté un fourrage, une crème au beurre à la vanille, d’abord additionnée de bergamote, puis de nougatine pilée,. Le gâteau tient son nom de la basilique Saint-Epvre, dont, selon d'autres sources, il commémore la consécration en 1871.
La marque a été déposée en 1907 par Monsieur Dalisson, le successeur de Monsieur Lhuillier, juste avant l’exposition universelle de Nancy en 1909. Ce qui n'a pas empêché certains fabricants d'en vendre des imitations sous d'autres appellations régionales.

## Préparation
La recette est tenue secrète par la pâtisserie qui en détient la marque. Le saint-epvre, qui fait partie de la famille de la dacquoise ou du succès, est constitué de deux disques de pâte meringuée aux amandes, séparés par une couche de crème au beurre parfumée à la vanille Bourbon et additionnée de nougatine pilée. L'ensemble est recouvert de chapelure de macaron, puis poudré de sucre glace.
Ce dessert se mange à température ambiante.

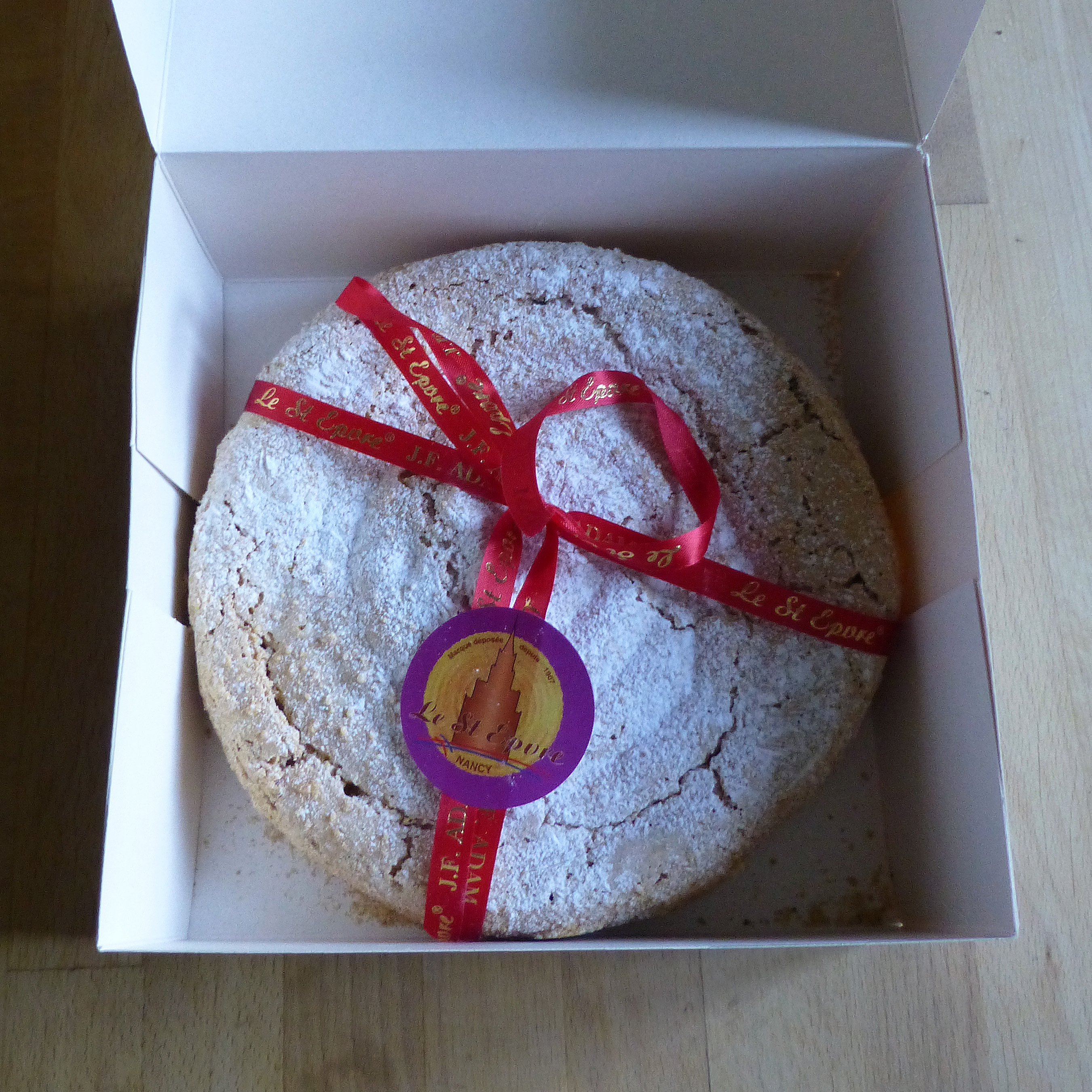
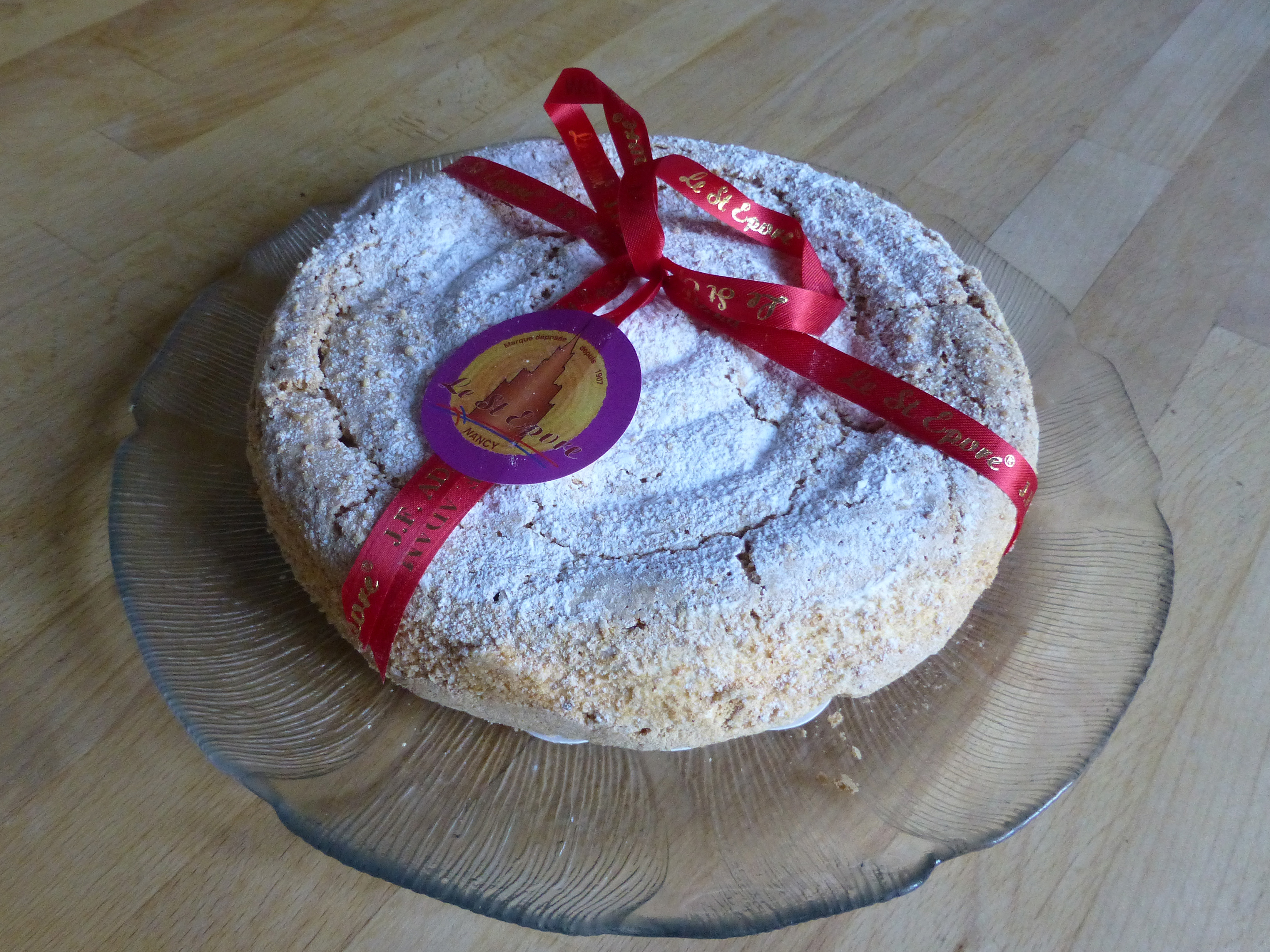
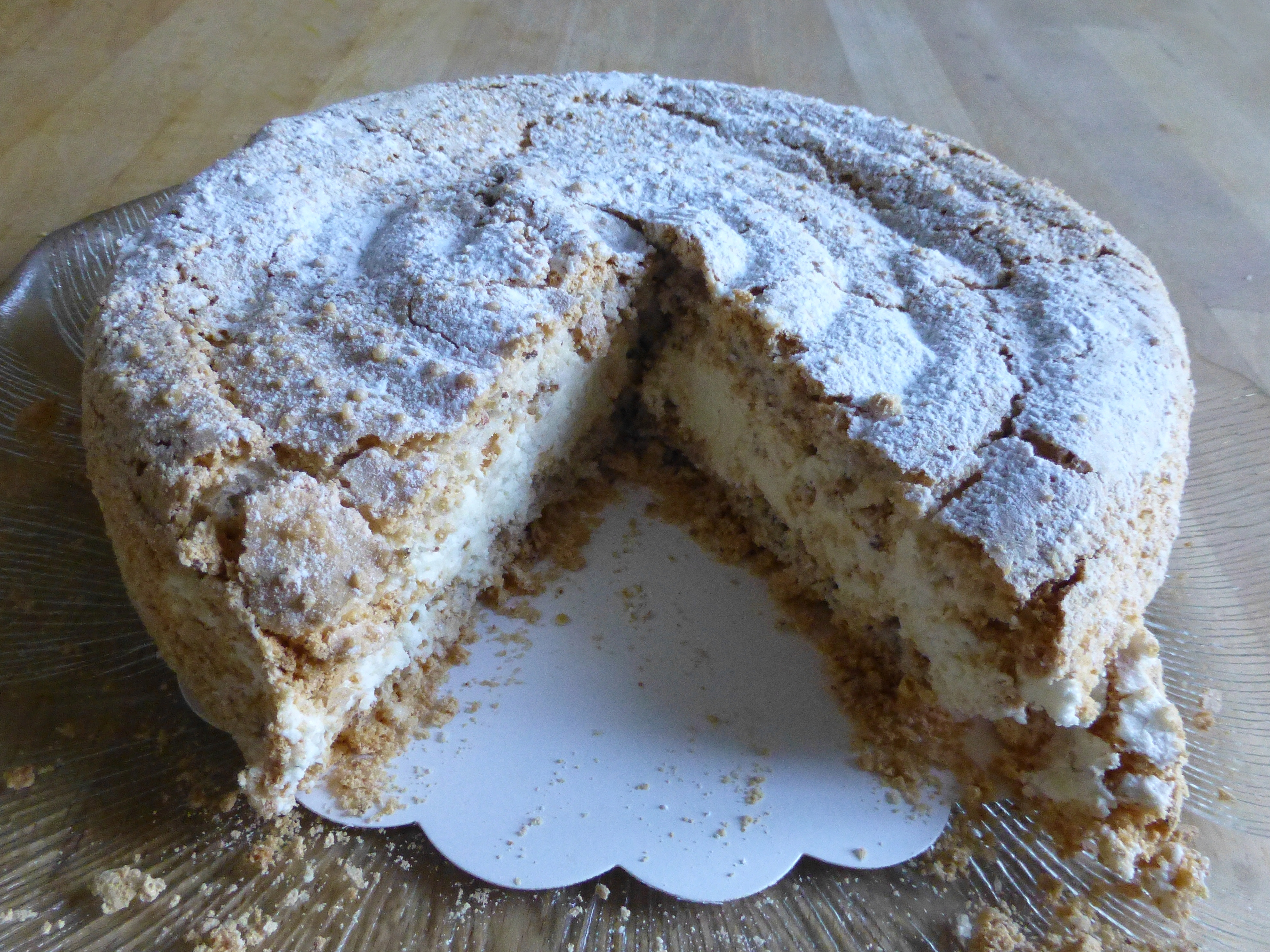
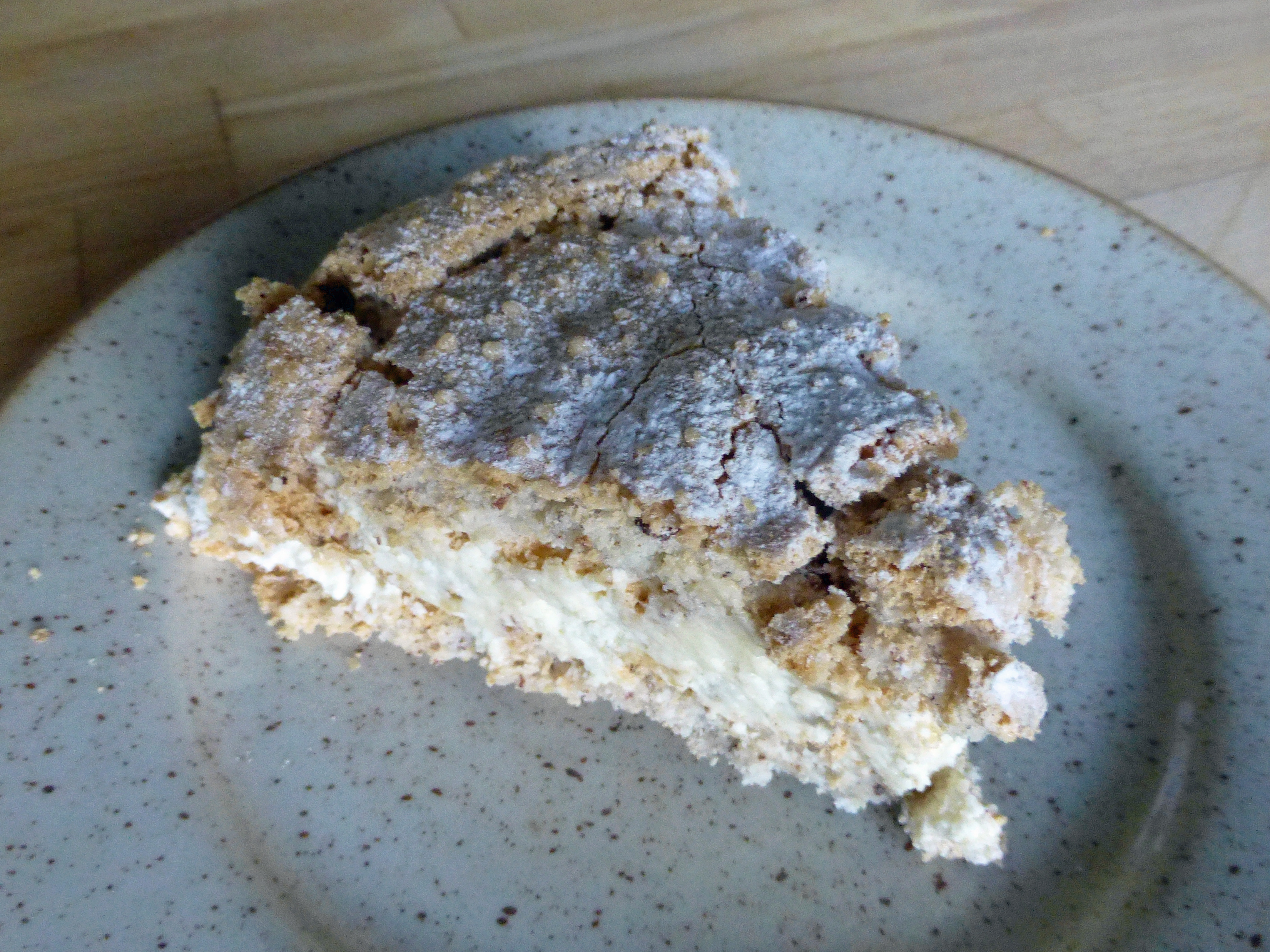
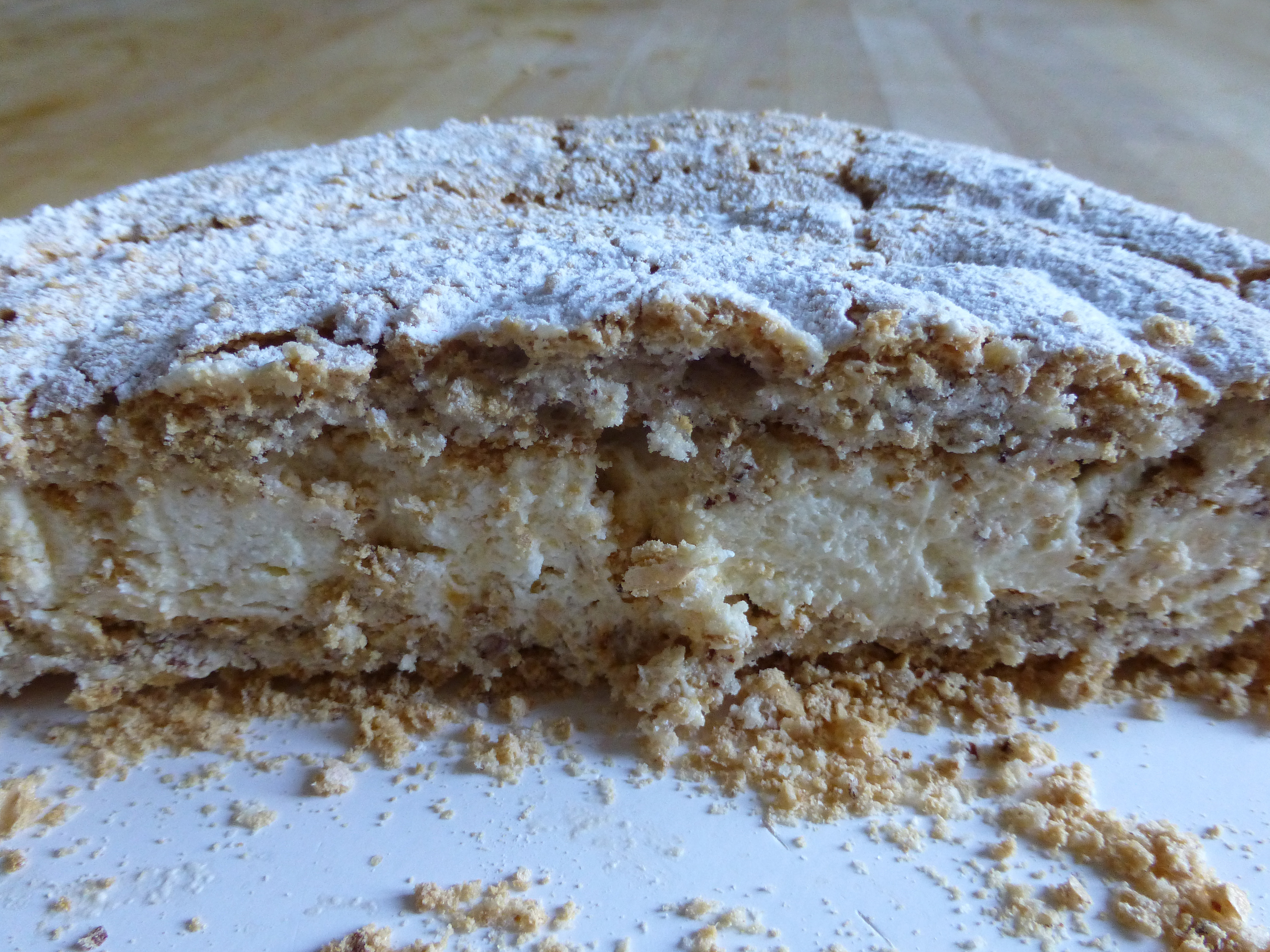